# Dominikánus vida
A dominikánus vida (Vidua macroura) a madarak osztályának verébalakúak (Passeriformes) rendjébe, azon belül a vidafélék(Viduidae) családjába tartozó faj.

## Rendszerezése
A fajt Peter Simon Pallas írta le 1764-ben, a Fringilla nembe Fringilla macroura néven.

## Előfordulása
A Szaharától délre szinte egész Afrikában elterjedt faj.
Elsősorban a szavannákon élő faj, de előfordul magas fűvel benőtt erdei tisztásokon, mezőgazdasági területeken, sőt falvak környékén is.

## Megjelenése
Testhossza 11–12 centiméter, a hím 30–32  centimétert, a tojó 12-19 gramm. A nászruhás hím középső faroktollai nagyon nagy mértékben megnyúlnak, messze túlnyúlnak a rövid farkon. A hím a nászidőszak során jellegzetes fekete-fehér színű. A nőstény és a fiatal egyedek tollazata felül világosbarna alapon feketével csíkozott. Fejük felső részének mindkét oldalán hosszanti csík húzódik. Testük alsó része sárgásbarnával futtatott.
Nászidőszakon kívül a hím tollazata is hasonló. Ilyenkor is jól elkülöníthető a tojóktól vörös színű csőrével és lábaival, melyek a  tojókon szürkék.
|  |  |

## Életmódja
A faj a költési időszakon kívül kisebb csapatokban él. Tápláléka vadon élő fűfélék és termesztett gabonafélék magvai.

## Szaporodása

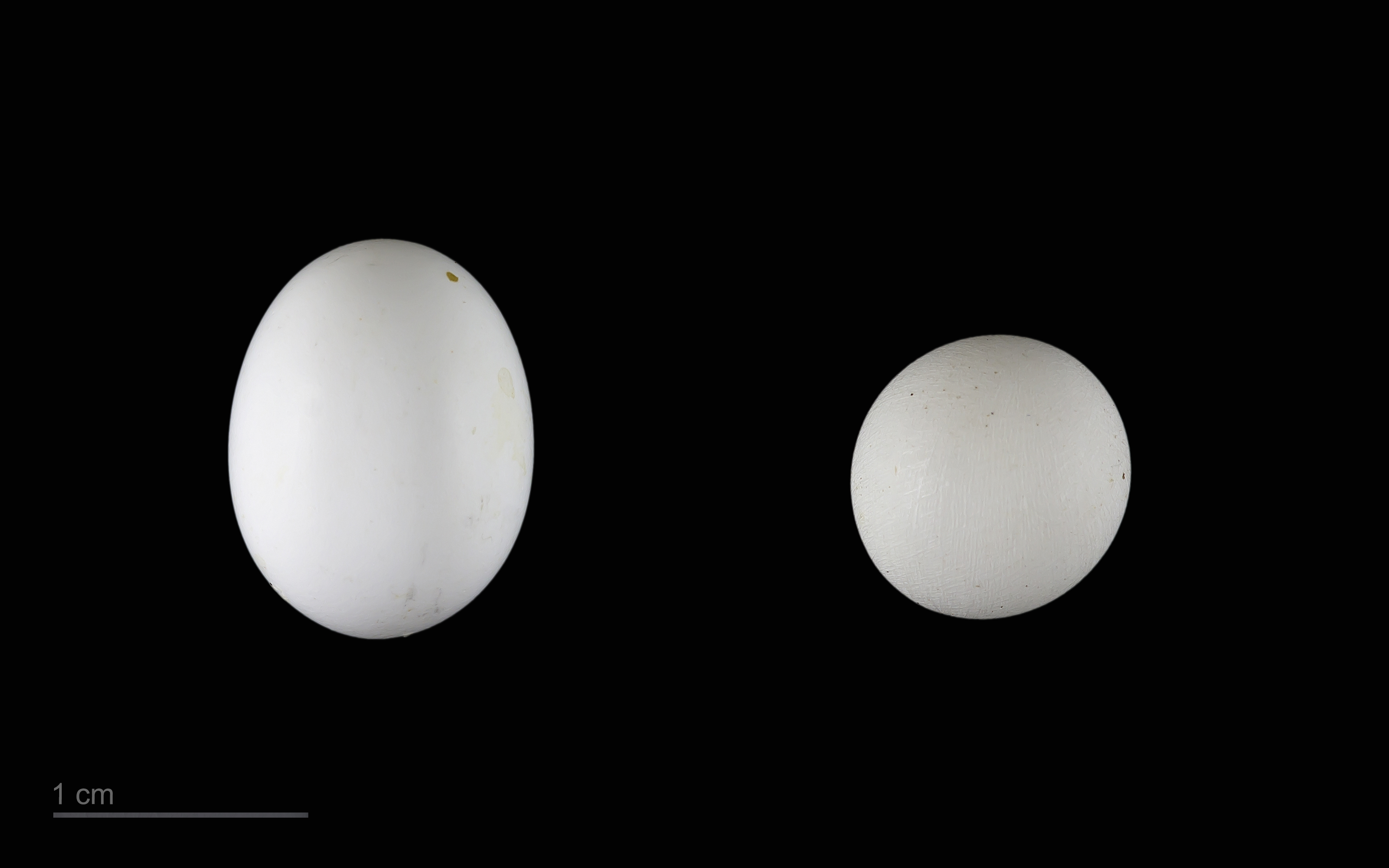
Vidua macroura + Lonchura cucullata

A dominiánus vida poligám faj, egy hímre négy-öt nőstény is jut.
Mint az a vidafélék családjában általános, ez a faj is költésparazita. A megtermékenyített nőstény felkeresi a díszpintyfélék családjába tartozó korallcsőrű asztrild (Estrilda troglodytes) vagy a Helena-pinty (Estrilda astrild) fészkeit és azokba egy-egy tojást rak. A kikelő fiókák a gazdamadár fiókáival együtt nevelkednek fel.